# Dolomedes annulatus
Dolomedes annulatus är en spindelart som beskrevs av Simon 1877. Dolomedes annulatus ingår i släktet Dolomedes och familjen vårdnätsspindlar.
Artens utbredningsområde är Filippinerna. Inga underarter finns listade i Catalogue of Life.